# Église Saint-Éparche d'Auteuil
L'église Saint-Éparche d'Auteuil-le-Roi dans les Yvelines est une église catholique paroissiale. Elle est dédiée à Cybard d'Angoulême, Eparchius en latin.

## Histoire
Les archives de la fabrique, dispersées à la Révolution, ont été retrouvées par des habitants d'Auteuil.
Les boiseries sculptées qui dominent l'autel et les deux niches de saint Éparche (Cybard d'Angoulême) et de saint Sanctin (Saintin de Meaux) datent de 1758.
Bien que l'emplacement du cimetière n'ait pas changé, il a été retracé au milieu du XIXe siècle.

## Architecture
Cette église est en réalité faite de deux bâtiments. De l'un, construit en 1180, reste le chœur. Derrière l'autel, on peut encore voir de l'extérieur l'arceau en plein cintre de style roman. Il fut consolidé par des pierres de toutes sortes et trois ogives.
Le reste de l'édifice fut édifié à partir du XVIIe siècle. En 1876, un nouveau clocher et une nouvelle nef sont construits. Le clocher est restauré en 1936 et en 1992.